# Publius Cornelius Scipio Nasica Serapio
Publius Cornelius Scipio Nasica Serapio (meghalt Kr. e. 133 után) római politikus, hadvezér, a patricius származású Cornelia gens tagja volt. Leginkább a Tiberius Gracchus elleni véres fellépéséről ismert. Illusztris családból származott: atyja, Publius Nasica Corculum, a híres jogtudós Kr. e. 155-ben volt consul, édesanyja pedig a család egy másik ágába tartozó Scipio Africanus egyik lánya volt.

## Karrierje
Először Kr. e. 149-ben hallani róla, amikor rokona, Cnaeus Cornelius Scipio Hispallus követtársaként követelte Karthágóban a város megadását a harmadik pun háború kezdetén. Utóbb hiába jelöltette magát aedilisnek, viszont Kr. e. 138-ban betölthette a consulságot Decimus Iunius Brutus Callaicus kollégájaként. Hivatali évükben olyan kegyetlen sorozásokat tartottak, hogy emiatt Caius Curiatus néptribunus börtönbe vettette őket. Állítólag megkülönböztető ragadványneve, a Serapio is tőle származik: e nevet viselte ugyanis egy, a politikushoz nagyon hasonló, alacsony rangú áldozatiállat-kereskedő is.
Kr. e. 133-ban, amikor a földreformot véghezvitt Tiberius Gracchus életét és művét féltve ismét jelöltette magát néptribunusnak, Serapio tiltakozott a leghangosabban a törvények sárba tiprása miatt, és követelte, hogy a consulok rendeljenek el beavatkozást a köztársaság védelme érdekében. Erre a főhivatalnokok nem voltak hajlandóak, mire azzal a felkiáltással, hogy a consulok árulása ellenére is meg kell védeni a törvényességet, maga köré gyűjtött számos honatyát, akik kirontottak az ülésteremnek helyt adó Fides-templomból, és a pánikba esett tömegnek estek husángokkal és kövekkel. Támadásuk során a menekülni próbáló Tiberius Gracchust és mintegy háromszáz embert gyilkoltak meg. Ezután Serapio olyannyira népszerűtlenné vált, hogy a senatus jobbnak látta eltávolítani Rómából: noha pontifex maximus lévén elvileg nem hagyhatta el Itáliát, valamilyen ürüggyel Kis-Ázsiába küldték. Innen már nem tért haza, hanem városról városra vándorolva rövidesen meghalt Pergamonban.
Fia, Publius Cornelius Scipio Nasica Kr. e. 111-ben szintén consul volt.
| Elődei: Cnaeus Calpurnius Piso és Marcus Popilius Laenas | Consul i. e. 138 collega: Decimus Iunius Brutus Callaicus | Utódai: Marcus Aemilius Lepidus Portina és Caius Hostilius Mancinus |

## Külső hivatkozások
- Dictionary of Greek and Roman Biography and Mythology. Szerk.: William Smith. Boston, C. Little & J. Brown, 1867.
Elérhető a Michigani Egyetem Könyvtárának honlapján: I. kötet (A–D); II. kötet (E–N); III. kötet (O–Z).